# Ljudmila Alexejewna Wolynskaja
Ljudmila Alexejewna Wolynskaja (russisch Людмила Алексеевна Волынская; * 20. Dezember 1904 in Radom, Königreich Polen, Russisches Kaiserreich; † 17. November 1978 in Pawlowsk, Sowjetunion) war eine sowjetische Schauspielerin.

## Biografie
Ljudmila Wolynskaja war die Tochter des Militärarztes Alexei Fjodorowitsch Wolynski (1856–1909) und der Hausfrau Sofia, geb. Poljakowa (1868–1949). Sie hatte einen älteren Bruder namens Alexei, der als Testpilot arbeitete, und zwei Schwestern. Wera Wolynskaja war Französischlehrerin an der Staatlichen Universität Moskau, die zweite Schwester Natalja unterrichtete Sport an einer Sekundarschule in Riga.
Nach dem Tod des Vaters zog die Familie nach Moskau, wo die junge Ljudmila 1922 ihren Schulabschluss erlangte. Nach zwei Jahren Studium am örtlichen Sprachinstitut trat sie im Oktober 1924 dem Improvisationstheater Semperante bei. Hier spielte Wolynskaja bis 1929 und erhielt danach ein Engagement beim Moskauer Jugendtheater. Während dieser Zeit heiratete sie Nikolai Wissarionowitsch Moltschanow (1905–1987), einen Ausbilder am Leningrader Haus der Wissenschaftler, und zog daraufhin zu ihm. Infolgedessen trat Wolynskaja von 1932 bis 1935 am Theater der Schauspielergewerkschaft des Leningrader Oblast auf und war danach kurzzeitig am Roten Theater aktiv. Schließlich erhielt die dunkelhaarige Mimin 1938 eine Stelle als Hauptdarstellerin beim Theater des Leninschen Komsomol und hatte diese bis 1957 inne. Während der Leningrader Blockade verblieb sie zunächst in der Stadt und trat für Soldaten und in Krankenhäusern auf. Im März 1942 wurde die Darstellerin evakuiert und spielte an Häusern in Serow, Swerdlowsk, Karpinsk und Sotschi. Im Mai 1945 konnte sie wieder nach Leningrad zurückkehren. Ihre Bühnenlaufbahn beschloss Wolynskaja am Akademischen Großen Dramatheater „Maxim Gorki“.
1936 gab sie in der Literaturadaption Дубровский (Dubrowski) ihr Leinwanddebüt, trat aber erst rund 20 Jahre später wieder vor die Kamera. Ihre bekanntesten Rollen spielte Wolynskaja in Die Republik der Strolche und Завтра, третьего апреля... (Sawtra, tretjego aprelja...). Vielgelobt ist auch ihr Auftritt in dem erst nach ihrem Tod aufgeführten Werk Die Kommissarin.
Wolynskaja war seit 1956 Trägerin des Titels Verdiente Künstlerin der RSFSR. Sie starb wenige Wochen vor ihrem 74. Geburtstag in einem der Akademie der Wissenschaften unterstehenden Pflegeheim und wurde auf dem Bogoslowskoje-Friedhof beigesetzt.

## Theaterarbeit (Auswahl)

### Moskauer Jugendtheater
- Путь далёкий (Put daljoki) – von Nikolai Jakowlewitsch Schestakow
- Показательный процесс (Pokasatelny prozess) – von Nikolai Jakowlewitsch Schestakow
- Медвежья услуга (Medweschja usluga) – von Wsewolod Walerianowitsch Kurdjumow
- Ураганный огoн (Uraganny ogon) – von Nikolai Jakowlewitsch Schestakow

### Theater des Leninschen Komsomol
- Barbaren (Warwary) – von Maxim Gorki
- Jegor Bulytschow und andere (Jegor Bulytschow i drugije) – von Maxim Gorki
- Maschenka – von Alexander Afinogenow
- Русские люди (Russkije ljudi) – von Konstantin Simonow
- Richtig gut, aber das Glück ist besser (Prawda – choroscho, a stschastje lutschsche) – von Alexander Ostrowski
- Beluginas Ehe (Schenitba Belugina) – von Alexander Ostrowski
- Молодая гвардия (Molodaja gwardija) – nach Alexander Fadejews Roman
- Gewitter (Grosa) – von Alexander Ostrowski
- Королевство кривых зеркал (Korolewstwo kriwych serkal) – nach Witali Georgijewitsch Gubarews Kinderbuch

### Akademisches Großes Dramatheater „Maxim Gorki“
- Barbaren (Warwary) – von Maxim Gorki
- Verstand schafft Leiden (Gore ot uma) – von Alexander Gribojedow
- Drei Schwestern (Tri sestry) – von Anton Tschechow
- Я, бабушка, Илико и Илларион (Ja, babuschka, Iliko i Illarion) – von Nodar Dumbadse und Grigori Dawidowitsch Lordkipanidse

## Filmografie (Auswahl)
- 1960: Neuland unterm Pflug (Podnjataja zelina)
- 1966: Die Republik der Strolche (Respublika SchKID)
- 1967: Die Kommissarin (Komissar)
- 1971: Завтра, третьего апреля... (Sawtra, tretjego aprelja...)
- 1974: Zarewitsch Proscha